# Wikkelrok

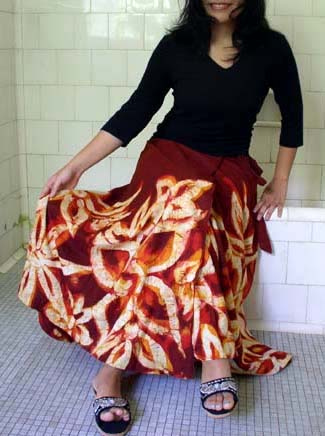
Vrouw met lange en wijde wikkelrok

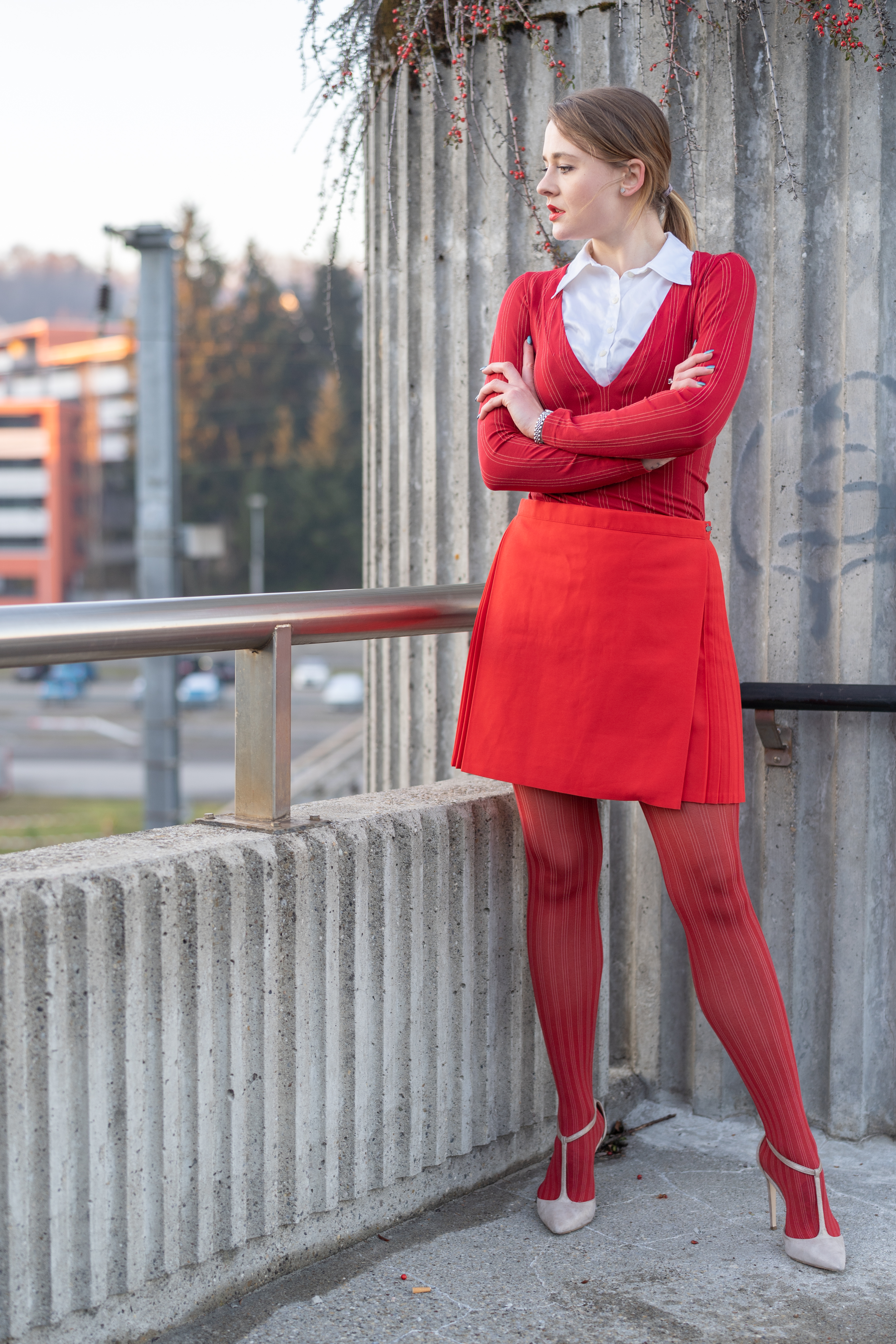
Een korte wikkelrok

Een wikkelrok is een rok die bestaat uit een eenvoudig stuk stof en die om de taille wordt gewikkeld.  Als de rok gedragen wordt, overlappen de randen elkaar sterk. De rok wordt aangetrokken door de bovenrand te draaien of te rollen. De rok wordt vastgemaakt door de uiteinden aan elkaar te knopen of met behulp van een gesp, knoop, lint, riem of klem vast te zetten zodat de rok niet van het lichaam glijdt. De rok kan ook worden dichtgemaakt door een sluiting van klittenband. 

## Patroon
De wikkelrok bestaat in de meest eenvoudige vorm uit een rechthoekige lap. De rok kan ook wijder zijn aan de onderkant dan aan de bovenkant. De rok kan dan gemaakt zijn uit verschillende banen, of uit een enkele lap waarop een cirkelsector is afgetekend. Een manier om de rok makkelijk te bevestigen is door het aannaaien van een lint of band aan de bovenzijde, die langer is dan de breedte van de rok, zodat deze om de taille geknoopt of gestrikt kan worden.
Een wikkelrok kan uiteraard openvallen. Om dat te voorkomen wordt er soms toch een (onzichtbare) naad gemaakt. Een belangrijk voordeel van de rok, het gemakkelijke aantrekken, is dan verdwenen.

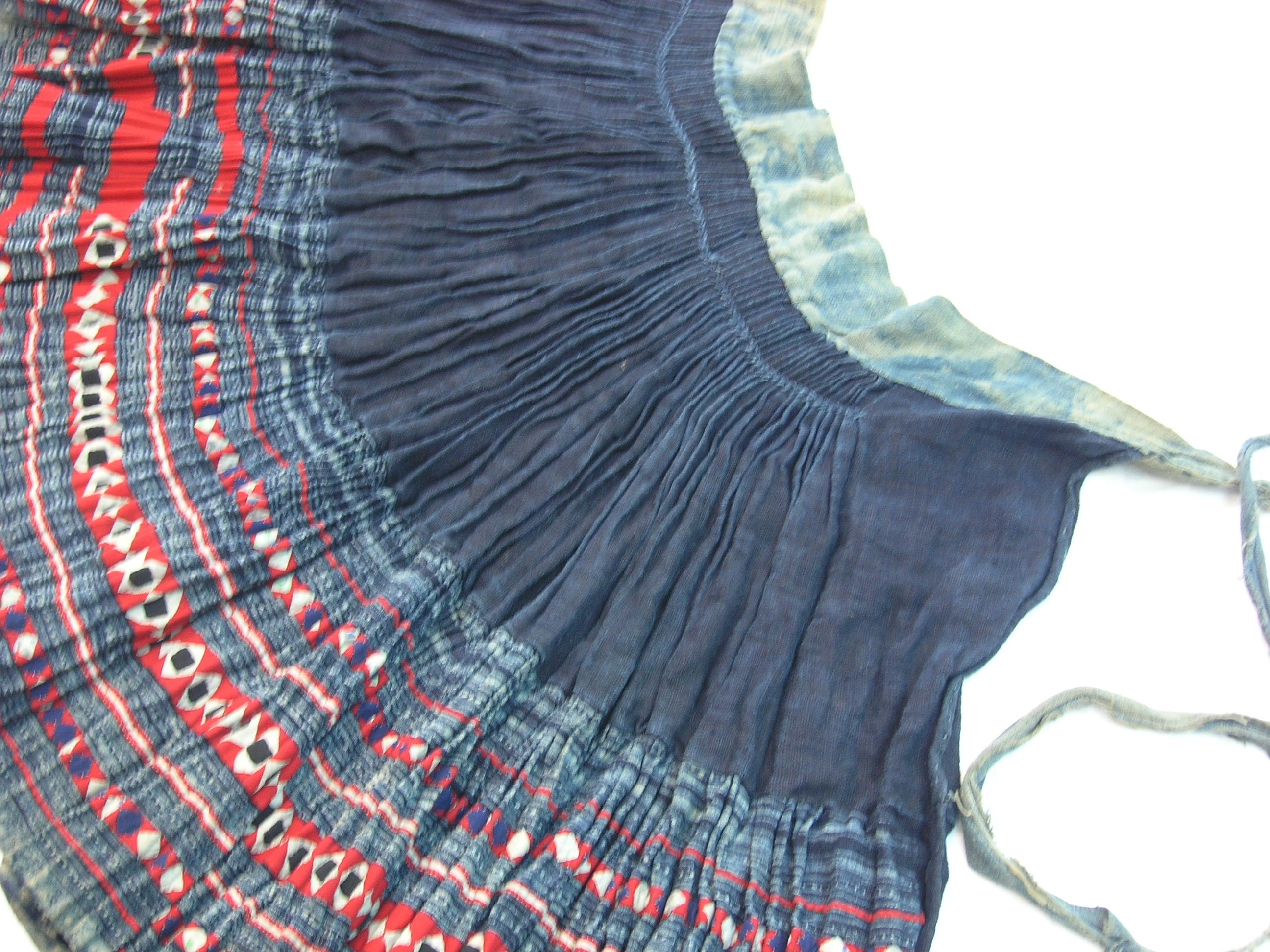
Geplooide rok van de Hmong stam uit Noordelijk Vietnam, met aangenaaide band aan de bovenzijde.
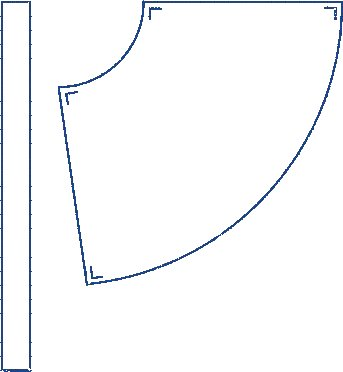
Patroon van een wijde wikkelrok met aparte band

## Geschiedenis
Deze eenvoudigste vorm van een rok is bekend uit  afbeeldingen vanaf de vroegste tijden. In Mesopotamië (3e millennium v.Chr) droegen mannen - en zeer waarschijnlijk ook vrouwen - wikkelrokken gemaakt van wollen villi (vlokken wol) die in lagen aan elkaar waren genaaid en die eindigden met franjes of lussen. Dit type kleding wordt kaunakes genoemd. Wollen wikkelrokken werden ook gedragen tijdens de  bronstijd, zowel door mannen als door vrouwen. Een voorbeeld van zo een rok droeg het meisje van Egtved, dat in Denemarken is gevonden. Die rok bestond echter uit losse strengen wol.

## Voorkomen in de wereld

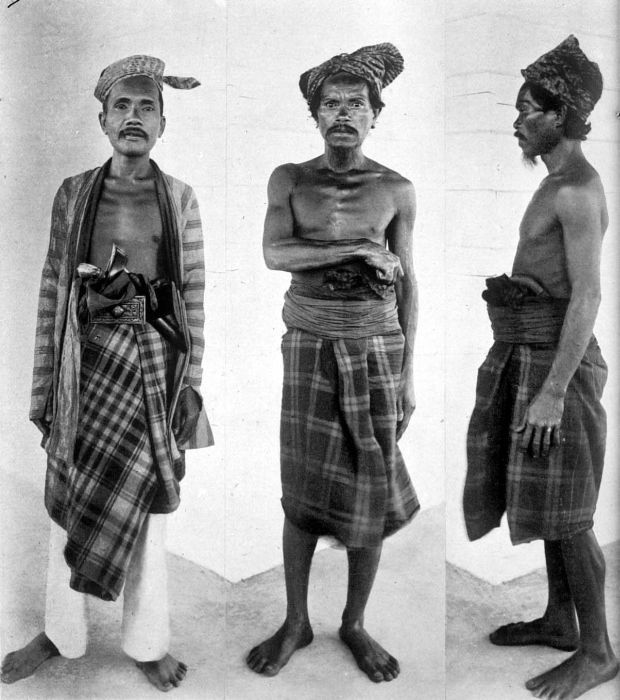
Drie mannen van het eiland Moena (Zuidoost-Celebes); links een adellijke man, in het midden en rechts mannen van het Reha-volk, allen met wikkelrokken.

De wikkelrok wordt wereldwijd gedragen als onderdeel van traditionele kleding. Voorbeelden zijn: 
- de sari in India
- de sarong in Indonesië en andere delen van Zuidoost Azië
- de kilt in Schotland, die in tegenstelling tot de eenvoudige, ongenaaide wikkelrok gedeeltelijk op een tailleband is genaaid
- de pareo in Tahiti
- de lava lava in Polynesië
- de Longyi in Myanmar
- de longhi in India, Bangladesh, Sri Lanka en Myanmar
- de wouzar als onderdeel van ondergoed voor mannen Arabische landen
- de Teri onder de Toeareg-vrouwen
- de Pai op de eilanden Föhr, Amrum en de Halligen
- de pagne of wikkel in West-Afrika

In de westerse mode verschijnen wikkelrokken in de twintigste en eenentwintigste eeuw onder andere als strandkleding of vrijetijdskleding voor vrouwen, met name vanwege het draagcomfort en de makkelijke manier om de rok over badkleding aan te doen.